# Kościół św. Jadwigi w Jeżowej
Kościół św. Jadwigi w Jeżowej – rzymskokatolicki kościół filialny położony we wsi Jeżowa (powiat lubliniecki, województwo śląskie). Należy do parafii Trójcy Świętej w Ciasnej.

## Historia i architektura
Od połowy XVII wieku przez około trzysta lat wieś należała do parafii w Sierakowie Śląskim (oddalonym o 7 km), a wcześniej w Lubecku. Z uwagi na dużą odległość do kościoła parafialnego zagrodnik Lorenz Ochman w 1881 wybudował, przede wszystkim własnymi siłami, murowaną kaplicę i przekazał ją wsi, która miała się nią opiekować. Nieregularnie odprawiano w kaplicy nabożeństwa, a kilkakrotnie także msze święte z udziałem księży z kościoła sierakowskiego. Kościół pod obecnym wezwaniem został konsekrowany w 1960 (budowę rozpoczęto w 1958). W 1964 ukończono prace nad wyposażaniem kościoła (wieś przeszła wówczas do parafii w Ciasnej). Komunistyczne władze nie wydały zezwolenia na budowę wieży (w okolicy funkcjonowała jednostka wojskowa w Przywarach). Prace nad budową wieży ukończono w listopadzie 2008, po siedmiu miesiącach budowy. Remont w latach 2007–2013 był dofinansowany z Programu Rozwoju Obszarów Wiejskich stworzonego przez Unię Europejską. W świątyni znajdują się uszkodzone organy, nieużytkowane od kilkunastu lat. Wnętrze zdobią bogate polichromie.

## Tablica pamiątkowa
W kruchcie wisi tablica pamiątkowa ku czci dwóch księży:
- Józefa Malicha (ur. 7 czerwca 1934 w Byczynie, zm. 19 października 2005 w Hildesheim, proboszcza w Ciasnej w latach 1963–1969),
- Alfonsa Rolnika (12 grudnia 1906 w Zabrzu-Pawłowie, zm. 15 grudnia 1996 w Chrząszczycach, proboszcza w Sierakowie w latach 1932–1965, budowniczego kościoła w Jeżowej w latach 1958–1960)[4].